# Broby, Enköpings kommun
Broby är en by i Österunda socken i Enköpings kommun.
Byn omtalas första gången 1334, då Jakob (Markusson) i Valgeby, Härkeberga socken sålde 21 penningland jord till kanikern Arne i Uppsala. 1455 var bonden Jöns i Broby faste vid ett lagmansting i Torstuna härad.
1538-1569 fanns här tre skattegårdar.